# Cynodontium mexicanum
Cynodontium mexicanum är en bladmossart som beskrevs av Robert Root Ireland 1985 [1986. Cynodontium mexicanum ingår i släktet klipptussar, och familjen Dicranaceae. Inga underarter finns listade i Catalogue of Life.